# Репезиш
Репе́зиш (порт. Repeses) — район (фрегезия) в Португалии, входит в округ Визеу. Является составной частью муниципалитета  Визеу. По старому административному делению входил в провинцию Бейра-Алта. Входит в экономико-статистический  субрегион Дан-Лафойнш, который входит в Центральный регион. Население составляет 2040 человек на 2001 год. Занимает площадь 5,02 км².
Покровителем района считается Святая Евлалия (порт. Santa Eulália).

## История
Район основан в 1993 году